# Pallas (Géant)
Pour les articles homonymes, voir Pallas.
Dans la mythologie grecque, Pallas (en grec ancien Παλλάς / Pallás) est un Géant, fils de Gaïa (la Terre) et d'Ouranos (le Ciel) ou du Tartare (les Enfers). Lors de la Gigantomachie, il est vaincu par Athéna : la déesse l'écorche  entièrement et se sert de sa peau comme d'une armure.
Mais selon Robert Graves, Athéna l'écrase sous un rocher et c'est Héraclès qui lui porte le coup final. 
Dans De natura deorum de Cicéron, Pallas, Géant ailé à corps de bouc, est plutôt le père d'Athéna. Il tente de la violer mais elle le tue et orne son égide de sa peau et ses épaules de ses ailes. Dès lors, elle prend son nom comme épiclèse : « Pallas Athéna ». 

## Musique
Camile Saint-Saëns : Pallas Athéné, cantate pour soprano et orchestre, op. 98

## Sources
- Pseudo-Apollodore, Bibliothèque [détail des éditions] [lire en ligne] (I, 6, 1-2).
- Cicéron, De natura deorum [détail des éditions] [lire en ligne] (III, 23).
- Hésiode, Théogonie [détail des éditions] [lire en ligne] (v. 183 et suiv.).
- Hygin, Fables [détail des éditions] [(la) lire en ligne] (Préface).